# Allied Clandestine Committee
Das Allied Clandestine Committee (ACC) war eine Abteilung des Supreme Headquarters Allied Powers Europe, die mit der Koordination der geheimen Stay-behind-Organisationen in Westeuropa betraut war. Andere Namen waren 'Allied Co-ordination Committee', 'Clandestine Planning Committee' und 'Coordination and Planning Committee'. Das letzte nachweisbare Treffen des Komitees soll am 24. Oktober 1990 in Brüssel stattgefunden haben.
Das ACC wurde 1954 gegründet; nach Angaben der Bundesregierung trat der BND (Bundesnachrichtendienst) 1959 bei und war Mitglied bis zur Auflösung seiner Stay-behind-Organisation. Einem Bericht des Schweizer Untersuchungsrichters Pierre Cornu zufolge gehörten zum ACC die USA, Großbritannien und acht weitere NATO-Staaten. Das Komitee habe zur Koordinierung der europäischen Stay-behind-Organisationen gedient, die neben der regulären Armee zum Einsatz gekommen wären.